# Cartoon Network (Kanada)
Cartoon Network (wcześniej znany jako Teletoon) – kanadyjski kanał telewizyjny, a także wytwórnia seriali animowanych.

## Historia
Teletoon został założony w 1996 roku, po czym kanał telewizyjny zaczął być nadawany od 17 października 1997 roku. Początkowo był podzielony zaledwie na kilka bloków tematycznych. Z czasem zaczął nadawać kreskówki dla starszej młodzieży i OVA.
Z tego powodu Teletoon został zaskarżony między innymi za ukazywanie nagości w kreskówkach. Tak więc, kanał emitował również kreskówki dla młodszych nastolatków. Parę lat później kanał znów wzbudził kontrowersje filmem Ekipa Ameryka: Policjanci z jajami.
21 lutego 2023, Corus Entertainment ogłosił, że nazwa kanału Teletoon zostanie zmieniona na Cartoon Network 27 marca 2023, natomiast ówcześnie istniejąca kanadyjska wersja Cartoon Network dokona zmiany nazwy na Boomerang.
Obecnie stacja nadaje w większości kreskówki dla dzieci, z czego wiele z nich to kreskówki z Cartoon Network. Teletoon występuje w dwóch wersjach językowych: angielskiej i francuskiej. Kanałami siostrzanymi są: Teletoon Retro (zastąpiony przez Disney Channel), Télétoon (francuskojęzyczny Teletoon) oraz Télétoon Rétro (francuskojęzyczny Teletoon Retro) zastąpiony przez Disney La Chaîne – francuskojęzyczną kanadyjską wersje Disney Channel.

## Bloki tematyczne
- Big Ticket Movie
- Teletoon at Night - nocne pasmo.
- Kapow!
- Spin Cycle
- Teletoon Retro - nadające kreskówki klasyczne.
- Camp Teletoon
- Laugh Riot
- Acion Force
- 3 Hours of Awesome

## Produkcje Teletoon wyświetlane w Polsce
- 6 w pracy
- Angela Anakonda
- Atomowa Betty
- Bobry w akcji
- Edek Debeściak
- Aparatka
- Chaotic
- Chop Socky Chooks: Kung Fu Kurczaki
- Karol do kwadratu
- Spadkobiercy tytanów
- Cybersix
- Musze opowieści
- Dzika przyszłość
- George prosto z drzewa
- Iggy Arbuckle
- Jimmy Cool
- Johnny Test
- Kid Paddle
- Pani Pająkowa i jej przyjaciele ze Słonecznej Doliny
- Traszka Neda
- Planeta Sketch
- Totalna Porażka: Zemsta Wyspy
- Roboluch
- Skatoony
- Synowie rzeźnika
- Zafalowani
- Rodzina Tofu
- Wyspa Totalnej Porażki
- Plan Totalnej Porażki
- Odlotowe agentki
- Królik Milczek
- Ach, ten Andy!
- Świat Questa
- Totalna Porażka w trasie
- Toon Marty

## Programy emitowane w Tooncast
- 6 w pracy
- Ach, ten Andy!
- Atomowa Betty
- Bakugan: Młodzi wojownicy
- Baranek Shaun
- Batman: Odważni i bezwzględni
- Ben 10: Obca potęga
- Bolts and Blip
- Bugs Bunny and Tweety Show
- Całkiem nowe przygody Toma i Jerry’ego
- Chaotic
- Chop Socky Chooks: Kung Fu Kurczaki
- Chowder
- Co nowego u Scooby’ego?
- Dom dla zmyślonych przyjaciół pani Foster
- Domo
- Dzika przyszłość
- Fred's Head
- George prosto z drzewa
- Gwiezdne wojny: Wojny klonów
- Harcerz Lazlo
- Hot Wheels: Battle Force 5
- Iggy Arbuckle
- Iron Man: Armored Adventures
- Jimmy Cool
- Johnny Test
- Kid Paddle
- Kudłaty i Scooby Doo na tropie
- Liga Sprawiedliwych
- Mój partner z sali gimnastycznej jest małpą
- Odlotowe agentki
- Planeta Sketch
- Plan Totalnej Porażki
- Spider-Man
- Spliced
- Super Hero Squad
- Świat Questa
- The Zimmer Twins
- Totalna Porażka w trasie
- Wayside
- Wyspa Totalnej Porażki
- X-Men
- Zafalowani